# Vladimir Maksimov (skuespiller)
 For alternative betydninger, se Vladimir Maksimov. (Se også artikler, som begynder med Vladimir Maksimov)
Vladimir Vasiljevitj Maksimov (russisk: Владимир Васильевич Максимов, tr. Vladimir Vasiljevitj Maksimov født 27. juli 1880 i Sankt Petersborg, død 22. marts 1937, samme sted) var en russisk teater- og filmskuespiller, der medvirkede i en række stumfilm.

## Filmografi
Udvalgte film:
- Oborona Sevastopolja (1911)
- Kasjiskaja starian (1911)
- Anfisa (1912)
- Kljutji stjastja (1913)
- Das Haus ohne Tür (1914)
- Die Finsternis und ihr Eigentum (1915)
- Peterburgskije trusjtjoby (1915)
- Vor (1916)
- U kamina (1917)
- Moltji, grust... moltji... (1918)
- Zjivoj trup (1918)
- Zjensjtjina, kotoraja isobrela ljubov (1918)
- Skorb beskonetjnaja (1923)
- Slesar i kantsler (1923)
- Dekabristy (1927)